# 天主教蘇法爾教區

公元125年的凱撒毛里塔尼亞

天主教蘇法爾教区是羅馬時代凱撒毛里塔尼亚行省的古代主教教區。 该教區主教座堂的具体位置已无从考证，但应该位于现代阿尔及利亚境内的某处。 
基督教在毛里塔尼亞的傳播似乎比罗马北非的其他地区更晚，也因此免去了许多早期的争议。与毛里塔尼亚凯撒利亚西部的大多数主教管区一样，苏法尔似乎从古典時代晚期到尼西亚大公會議后的一段時間一直繁荣昌盛。古代文献中提到过苏法尔的两位主教，他们都来自公元 484 年。这促使 J. Mesnage 假设存在两个名为 Sufar 的城镇。 另一种解释是， Sufaritanus一词是Sufasaritanus的缩写，因此其中一位主教应该属于Sufasar教区。而在穆斯林征服馬格里布後，該教區似乎已经停止运作。
自1933年以来，苏法尔教區成為了一個領銜主教專用的教區 ，現任領銜主教是罗伯特·P·里德 (Robert P. Reed) ，他於2016 年取代罗伯特·弗朗西斯·普雷沃斯特 (Robert Francis Prevost)，也就是現任教宗良十四世。 

## 領銜主教列表
| 名稱                   | 年份      | 備註                                              |
| ---------------------- | --------- | ------------------------------------------------- |
| Patrick Joseph Casey   | 1965–1969 | 同時為西敏教區輔理主教                            |
| Carlos Schmitt         | 1970–1971 | 同時為拉日斯教區輔理主教                          |
| Ernst Gutting          | 1971–2013 | 同時為施派爾教區輔理主教                          |
| Robert Francis Prevost | 2014–2015 | 同時為奇克拉約宗座署理區宗座署理 現任教宗良十四世 |
| Robert P. Reed         | 2016–     | 同時為波士頓總教區輔理主教                        |